# 釘宮理恵のSister Communication
『釘宮理恵のSister Communication』（くぎみやりえのシスター・コミュニケーション）は、2001年7月3日から12月25日に放送されたインターネットテレビ番組。パーソナリティは声優の釘宮理恵であり、彼女の冠番組である。愛称・略称は「シスコミ」。

## 概要
『インターネット博覧会（イン博 inpaku）』の企画コンテンツとして放送を開始。なお、同様の番組は本番組以外にも『川澄綾子のBest Communication』や『山本麻里安のPure Communication』などが放送された。毎月、インパク企画番組についての投票が行われランキングが発表された。
番組タイトルにあるように、メインテーマは「妹」で、「国民的妹声優」を目指す釘宮理恵のことを応援してくれる「お兄ちゃん」を増やしていこうという番組である。そうしたことから、パーソナリティの釘宮が「妹」、視聴者が「（たくさんの）お兄ちゃん」という体を根本にして放送された。そのため、女性の視聴者は無視に近い（「お姉ちゃん」という概念がないため）。また、基本的に釘宮を「妹（年下）」として扱うため、年齢設定は視聴者の「妄想」任せであった。
放送そのものは生放送であるため、スタジオの釘宮がチャットを通じて視聴者とコミュニケーションをとることが可能であった。しかし、番組の進行とチャットを釘宮1人では対応が難しいため、「フリートーク」と「これは何でしょう?」のコーナーに限定された（CM中にコメントを入れたことがある）。
パーソナリティの設定は「名前が理恵」「妹」の2点以外は、視聴者の空想（妄想）に委ねられている。なお、思いついたコミュニケーション方法や会話シチュエーションを番組に伝えると、内容次第でパーソナリティが再現することになっている。設定されたシチュエーションで要望のあった言葉・セリフを言ったり、髪形や眼鏡などの要望に応えたりした事もある。
2001年12月31日に『インターネット博覧会』の終了に伴い、本番組も同年12月25日で放送を終了した。元々、「イン博」は12月で終了することから、「シスコミ」の放送は期限付きであった。

## コーナー
こんな妹と暮らしたい!
文字通り、視聴者から寄せられた理想と思う妹像を紹介する妄想（と暴走）のコーナー。
回を重ねるうちに、妄想の内容は濃くなっていった。
これは何でしょう?
生放送とチャットを使ったクイズコーナーで、その日に釘宮（或いはスタッフ）が100円均一ショップで購入してきた何かを当てるというもの（回答はチャットで行う）。なお、正解者には回答の何かに釘宮のサイン入りでプレゼントされた。
ギャル社長、聞いてください!
視聴者発案による未来的新商品や新サービスなどをプレゼンテーションとして紹介し、それを若き女社長こと釘宮理恵が評価するコーナー。回を重ねていくうちに「駄洒落」の募集も公式化していった。
理恵辞典
アルファベットの1文字から釘宮が想像・連想する言葉を紹介して、ひとつの辞書にしようとするコーナー（例：A→リンゴ【Apple】など）。
その他
オープニング
番組の冒頭は、普通の手紙・メール紹介もしくは釘宮のフリートークで始まる。
エンディング
主にお便りの募集をお兄ちゃんに呼びかけつつ、フリートークをするコーナー。
放送の最後には「お兄ちゃん、おやすみなさい。」と挨拶していた。

## エピソード
- 番組開始当初はツインテールの（回によってツーテールとも言っていた）髪型だったが、視聴者の要望もあってポニーテール、三つ編みなど髪型を変えたりした。
- 8月14日放送分（第7回）では、視聴者から釘宮に駄洒落の練習本がプレゼントされた。なお、釘宮自身は駄洒落、親父ギャグ好きである。
- 9月4日放送分（第10回）の冒頭で、インパク企画番組のランキングで8月の月間1位になったことを視聴者に報告した。なお、視聴者の中には「1人で50票近く投票した。」というコメントが寄せられた。また、この回の終盤では音声をオフにし忘れたのか、CMが放送されているにも関わらず、釘宮がスタッフと打ち合わせをしている声が流れり、放送終了後もスタッフに話しかける釘宮の声が聴こえたりするというハプニングがあった。
- 9月11日放送分（第11回）に、番組初（かつ唯一）のゲスト「斉藤K」が登場した。トークに入ると、名前を「K」としていることについて釘宮が突っ込もうとしたが、「あなた（釘宮）も"K"ですよね」と返り討ちにあった。その後、「斉藤K」によって釘宮はホメ殺しに近い状態になった。
- 10月16日放送分（第16回）で、視聴者からプレゼントされた眼鏡を付けて登場した。当初はオープニング限定であったが、スタッフからの要望により、ほとんど眼鏡を付けて番組を進行した。
- 12月25日放送分（最終回）はクリスマスということで、イルミネーションの装飾やケーキが用意された他、視聴者からシャンペンの贈り物が届いた。またこの回をもって、放送を終了することから、初めて1人で番組を仕切り通した釘宮へのご褒美を兼ねたものである。その後もいつも通りに進行していたが、番組の最後では放送が終了してしまう寂しさのあまり、「泣かない」と言いながらも堪えきれずに号泣してしまった。それでも、最後は半年間応援してくれた視聴者への感謝を述べた。